# Ереванский театр юных зрителей
Ереванский театр юных зрителей (арм. Երևանի պատանի հանդիսատեսի թատրոն) — учреждение культуры театрального профиля. Рассчитан на детскую, подростковую и молодёжную аудиторию. Расположен в Ереване, ул. Московян, 3А.

## История

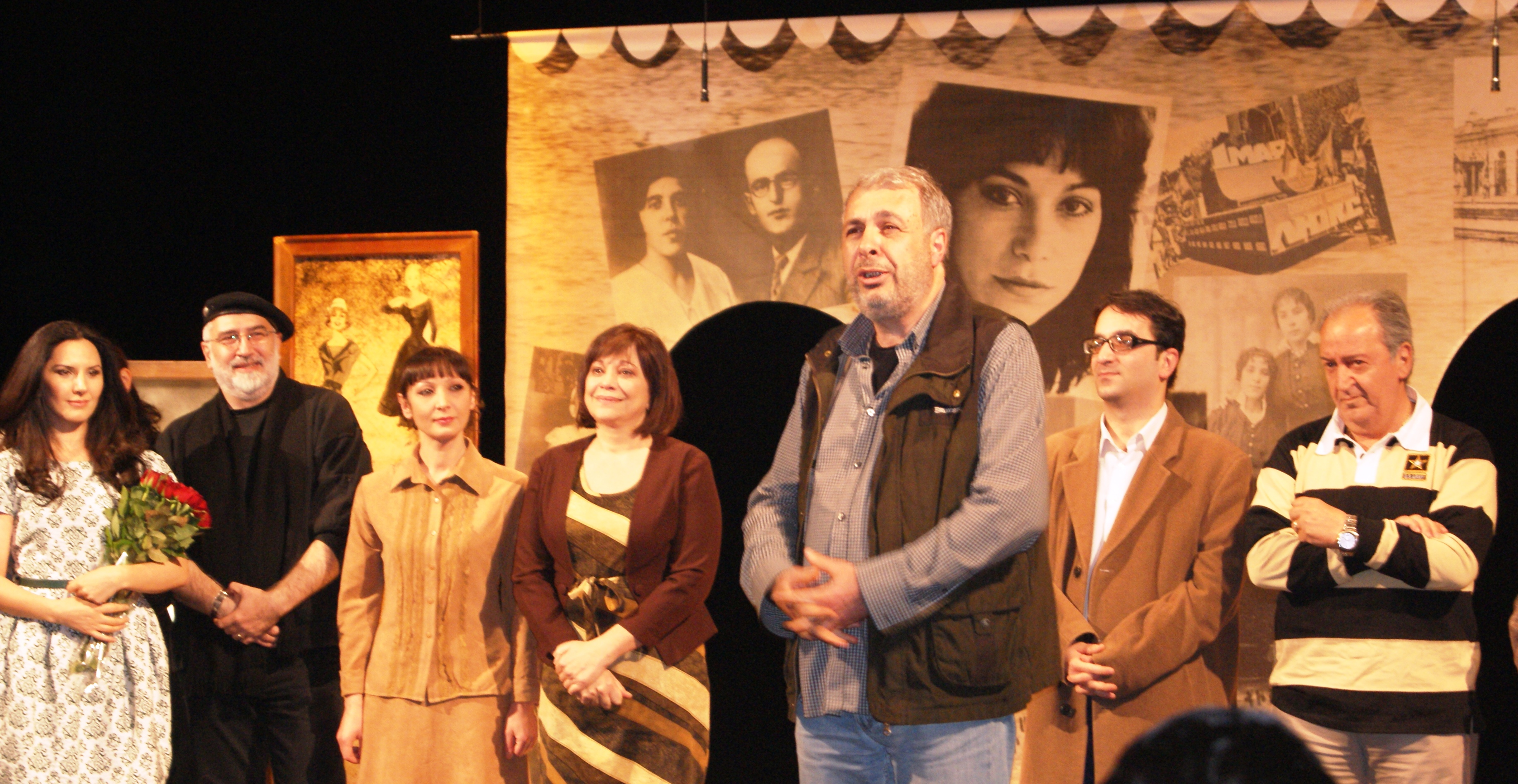
Акоп Казанчян. 2015

Учреждён постановлением Совета народных комиссаров Советской Армении. Театр возглавил Тигран Шамирханян. В первую труппу театра вошли актёры Нина Манучарян, Вардан Мирзоян, Астхик Асатрян, Саргис Кочарян, Анушаван Широян, Ашот Тер-Арутюнян, Мелк Кочарян, Ида Мкртчян, Гурген Балаян, Варя Саргсян и Софик Беджанян.
Первое представление было дано 29 ноября 1929 года — в день 9-й годовщины установления в Армении советской власти, в зале первого государственного театра (сейчас Г. Сундукяна), в торжественных условиях, прошла постановка пьесы Г. Смирнова и А. Щербакова «Взрыв».
В дальнейшем авторами первых спектаклей были Армен Гулакян и художественный руководитель театра Тигран Шамирханян. За первый сезон театр поставил 70 спектаклей.
В 1958 году театр участвовал в одном из фестивалей, организованных в Москве, и был удостоен премии. В 1961—1968 гг. Он снова участвовал в фестивалях в Ереване и Баку и снова преуспел. Государственную награду театр получил в 1980 году, когда театр отмечал свое 50-летие.
В 1980—1984 и 1986—1988 годах художественным руководителем театра был Ерванд Казанчян, в 1997 году художественным руководителем театра был назначен Акоп Казанчян. Давид Арутюнян был назначен художественным руководителем театра в 2017 году, а Эмин Торосян сменил директора Айка Хераняна в 2018 году.

## Труппа
В разное время в театре служили
- Капланян, Рачья Никитович
- Чепчян, Георгий Аветисович
- Элбакян, Эдгар Георгиевич

## Награды
- Орден «Знак Почёта» (27 декабря 1979 года) — за заслуги в развитии советского театрального искусства[3].